# Liste der Biografien/Roe
Liste der Biografien |
Portal Biografien |
Personensuche
# |
A |
B |
C |
D |
E |
F |
G |
H |
I |
J |
K |
L |
M |
N |
O |
P |
Q |
R |
S |
T |
U |
V |
W |
X |
Y |
Z |
?
 
Ra |
Rb |
Rd |
Re |
Rh |
Ri |
Rj |
Rk |
Rl |
Rm |
Rn |
Ro |
Rr |
Rs |
Rt |
Ru |
Rv |
Rw |
Rx |
Ry |
Rz
 
Roa |
Rob |
Roc |
Rod |
Roe |
Rof |
Rog |
Roh |
Roi |
Roj |
Rok |
Rol |
Rom |
Ron |
Roo |
Rop |
Roq |
Ror |
Ros |
Rot |
Rou |
Rov |
Row |
Rox |
Roy |
Roz 
Die Liste der Biografien führt alle Personen auf, die in der deutschsprachigen Wikipedia einen Artikel haben. Dieses ist eine Teilliste mit 513 Einträgen von Personen, deren Namen mit den Buchstaben „Roe“ beginnt.

## Roe
- Roe, Alex (* 1990), britischer Schauspieler
- Roe, Alliott Verdon (1877–1958), britischer Luftfahrtpionier
- Roe, Allison (* 1956), neuseeländische Marathonläuferin
- Roe, Anne (1904–1991), US-amerikanische klinische Psychologin und Professorin
- Roe, Bill (* 1953), US-amerikanischer Kameramann und Fernsehregisseur
- Roe, Channon (* 1969), US-amerikanischer Schauspieler
- Roe, David (* 1965), englischer Snookerspieler
- Roe, Dudley (1881–1970), US-amerikanischer Politiker
- Roe, Edward Drake (1859–1929), US-amerikanischer Mathematiker und Hochschullehrer
- Roe, Evan (* 2000), US-amerikanischer Schauspieler und Musicaldarsteller
- Roe, Frederick Charles (1894–1958), britischer Romanist, Landeswissenschaftler und Komparatist
- Roe, Garrett (* 1988), US-amerikanischer Eishockeyspieler
- Roe, Grace (1885–1979), englisch-britische Suffragette und Politikerin
- Roe, Howard (1939–2019), US-amerikanischer Schiedsrichter im American Football
- Roe, James (* 1943), US-amerikanischer Amateurastronom
- Roe, James A. (1896–1967), amerikanischer Offizier, Jurist und Politiker
- Roe, John (1959–2018), britischer Mathematiker
- Roe, John (* 1977), australischer Rugby-Union-Spieler
- Roe, John Septimus (1797–1878), australischer Entdecker und Politiker
- Roe, Josephine (1858–1946), US-amerikanische Mathematikerin und Hochschullehrerin
- Roe, Kate (* 1978), englische Squashspielerin
- Roe, Lou (* 1972), US-amerikanischer Basketballspieler
- Roe, Mark (* 1963), englischer Golfer
- Roe, Marrion (1935–2017), neuseeländische Schwimmerin
- Roe, Martin (* 1992), norwegischer Leichtathlet
- Roe, Martin Desmond, britisch-US-amerikanischer Filmproduzent und -regisseur
- Roe, Phil (* 1945), US-amerikanischer Politiker
- Roe, Philip L. (* 1938), britischer Mathematiker und Ingenieur
- Roe, Ralph (1909–1937), US-amerikanischer KriminellerRalph Roe (1909–1937)

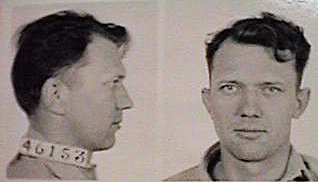
Ralph Roe (1909–1937)

- Roe, Rex (1925–2002), britischer Air Chief Marshal
- Roe, Robert A. (1924–2014), US-amerikanischer Politiker
- Roe, Scott C. (* 1970), US-amerikanischer Schauspieler, Stuntman und Synchronsprecher
- Roe, Thomas († 1644), englischer Diplomat
- Roe, Timothy (* 1989), australischer Straßenradrennfahrer
- Roe, Tommy (* 1942), US-amerikanischer Sänger, Gitarrist und SongwriterTommy Roe (* 1942)

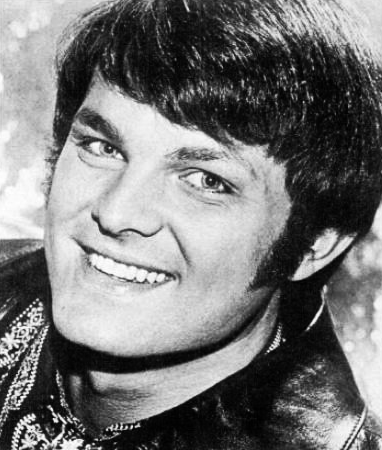
Tommy Roe (* 1942)

- Roe, Tony (* 1979), niederländischer Jazzmusiker (Piano, Keyboard, Synthesizer, Komposition)

### Roeb
- Roeb, Thomas (* 1964), deutscher Autor, Unternehmensberater, Handelsexperte und Hochschullehrer
- Roeb, Yvonne (* 1976), deutsche Künstlerin und Bildhauerin
- Roebben, Bert (* 1962), deutscher römisch-katholischer Theologe
- Roebben, Roger (* 1951), belgischer Fußballspieler
- Roebel, Christian Adolf von (1772–1848), preußischer Generalmajor
- Roebel, Gustav Adolph August von (1822–1883), preußischer Verwaltungsjurist, MdPrA und Landrat
- Roebel, Joachim von (1515–1572), Kurbrandenburger und Kursächsischer und zuletzt kaiserlicher Feldmarschall und Geheimer Kriegsrat
- Roebel, Ludwig (1878–1934), deutscher Ingenieur und Erfinder
- Roebelin, Carl (1855–1927), Schweizer Pflanzenjäger in Diensten der Gärtnerei von Frederick Sander
- Roeber, Anthony Gregg (* 1949), US-amerikanischer Historiker
- Roeber, Ernst (1849–1915), deutscher Maler der Düsseldorfer Schule
- Roeber, Friedrich (1819–1901), deutscher Schriftsteller
- Roeber, Fritz (1851–1924), deutscher Maler, Illustrator und Lithograph
- Roeber, Georg (1901–1983), deutscher Jurist
- Roeber, Katrin (* 1971), deutsche Malerin
- Roebers, Eline (* 2006), niederländische Schachspielerin
- Roebke, Jason (* 1974), US-amerikanischer Jazz- und Improvisationsmusiker
- Roebling, Donald (1908–1959), US-amerikanischer Exzentriker, Philanthrop und Erfinder des Amphibienfahrzeugs Landing Vehicle Tracked
- Roebling, Emily Warren (1843–1903), Ehefrau von Washington Augustus Roebling
- Roebling, Irmgard (* 1940), deutsche Literaturwissenschaftlerin
- Roebling, John August II. (1867–1952), amerikanischer Unternehmer, Finanzier und Philanthrop
- Roebling, John Augustus (1806–1869), deutsch-amerikanischer Ingenieur und BrückenbauerJohn Augustus Roebling (1806–1869)

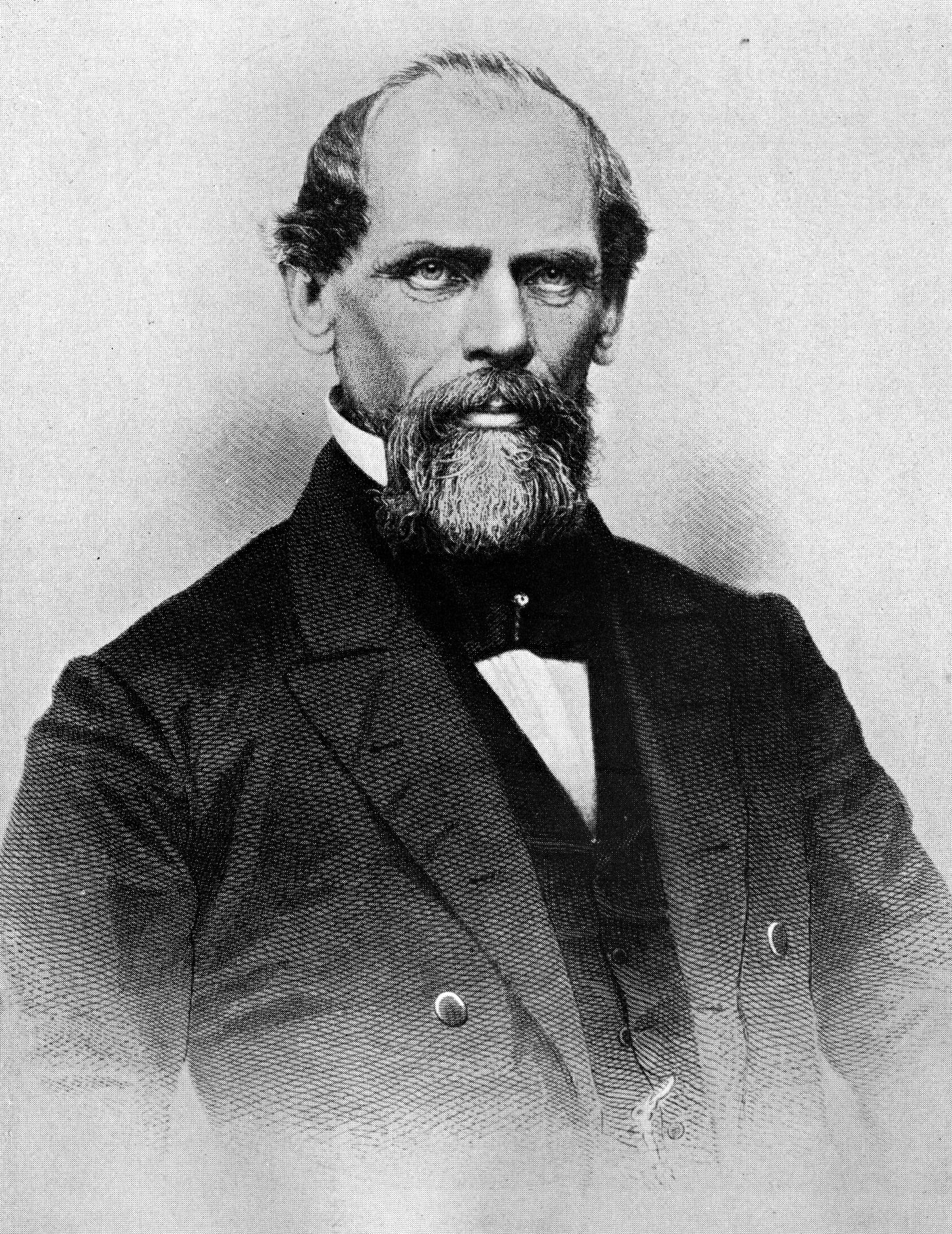
John Augustus Roebling (1806–1869)

- Roebling, Washington Augustus (1837–1926), US-amerikanischer Brückenbauingenieur
- Roebroeks, Wil (* 1955), niederländischer Prähistoriker
- Roebuck, Alvah Curtis (1864–1948), US-amerikanischer Mechaniker und Mitbegründer der Firma Sears & Roebuck (1887–1895)
- Roebuck, Daniel (* 1963), US-amerikanischer Schauspieler, Regisseur, Drehbuchautor und ProduzentDaniel Roebuck (* 1963)

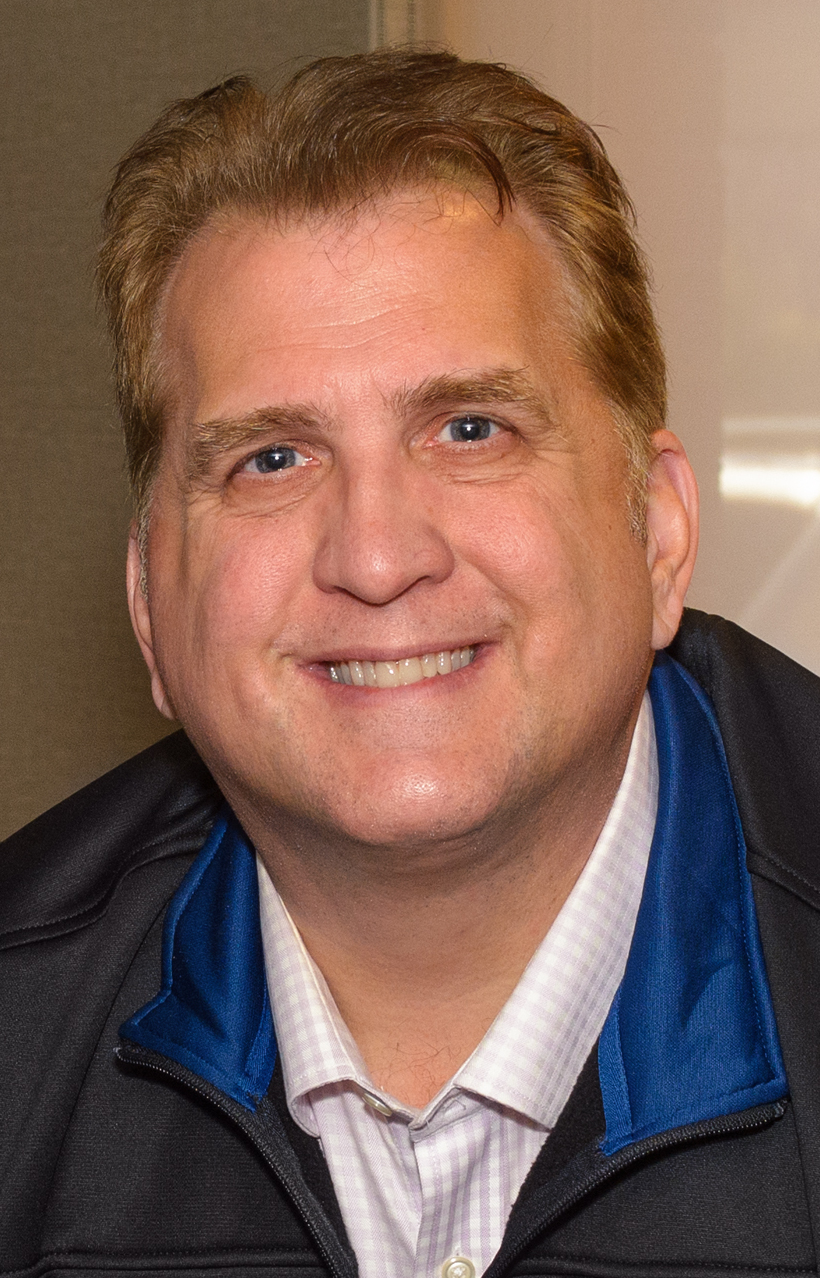
Daniel Roebuck (* 1963)

- Roebuck, Ellie (* 1999), englische Fußballtorhüterin
- Roebuck, John (1718–1794), englischer Erfinder
- Roebuck, Kristian (* 1981), englischer Badmintonspieler
- Roebuck, Larrett (1889–1914), englischer Fußballspieler

### Roec
- Roeck, Bernd (* 1953), deutscher Historiker
- Roeck, Hermann Friedrich (1764–1829), Kaufmann und Ratsherr der Hansestadt Lübeck
- Roeck, Hermann Heinrich (1731–1797), Kaufmann und Ratsherr der Hansestadt Lübeck
- Roeck, Julius von (1818–1884), Bürgermeister von Memmingen
- Roeck, Karl Ludwig (1790–1869), Bürgermeister der Hansestadt Lübeck
- Roeck, Ludwig Philipp (1697–1768), Kaufmann und Bürgermeister der Hansestadt Lübeck
- Roeckel, Wilhelm (1865–1936), deutscher römisch-katholischer Geistlicher und Politiker
- Roeckenschuss, Christian (1929–2011), deutscher Künstler der Nachkriegsmoderne
- Roeckerath, Josef (1879–1955), deutscher Jurist
- Roeckerath, Peter Joseph (1837–1905), deutscher Bauunternehmer und Politiker (Zentrum), MdR
- Roeckl, Kurt (* 1943), deutscher Bundesrichter, Rechtsanwalt und Handwerkskammerfunktionär
- Roeckle, Franz (1879–1953), liechtensteinisch-deutscher Architekt

### Roed
- Røed, Even A. (* 1992), norwegischer Politiker
- Roed, Jørgen (1808–1888), dänischer Maler
- Roed, Peter (* 1976), US-amerikanischer Eishockeyspieler
- Roedder, Edwin (1873–1945), deutschamerikanischer Germanist
- Roedder, Edwin W. (1919–2006), US-amerikanischer Geochemiker und Mineraloge
- Roedel, Gerhard (1908–1986), deutscher Diplomat
- Roedel, Hannelore (* 1957), deutsche Politikerin (CSU), MdB
- Roedel, Hugo (1858–1940), deutscher Lehrer und Naturforscher
- Roedel, Willy (1897–1947), deutscher Polizist, SA-Führer und Mitarbeiter des Auswärtigen Amtes
- Roedelius, Ernst (1882–1971), deutscher Chirurg und Urologe in Hamburg
- Roedelius, Hans-Joachim (* 1934), deutscher Musiker, Produzent und Komponist elektronischer MusikHans-Joachim Roedelius (* 1934)

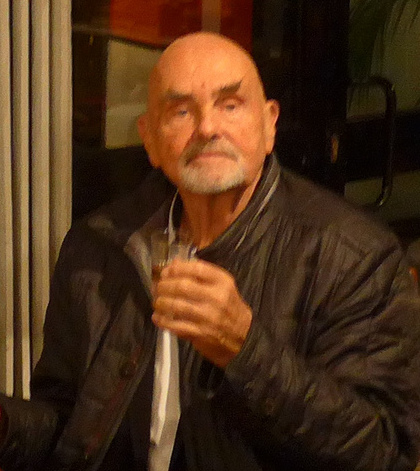
Hans-Joachim Roedelius (* 1934)

- Roedelius, Rosa (* 1975), österreichische bildende Künstlerin
- Roedenbeck, Georg (* 1879), deutscher Kapitän zur See der Kriegsmarine und Hauptbannführer der HJ
- Roedenbeck, Josua (1871–1914), deutscher Verwaltungsjurist, Landrat des Kreises Achim
- Roedenbeck, Rudolf (1822–1891), deutscher Oberregierungsrat
- Roedenbeck, Siegfried (1851–1914), deutscher Jurist und zuletzt Senatspräsident
- Roeder von Diersburg, Adolf (1852–1920), deutscher Generalmajor und Hofmeister
- Roeder von Diersburg, Diether (1882–1918), deutscher Marineoffizier der Kaiserlichen Marine
- Roeder von Diersburg, Ferdinand (1848–1926), preußischer Generalmajor
- Roeder von Diersburg, Hans Philipp (1665–1709), deutscher Hauptmann
- Roeder von Diersburg, Karl (1828–1899), preußischer Generalleutnant und Kommandant von Darmstadt
- Roeder von Diersburg, Karl (1840–1916), preußischer Generalleutnant
- Roeder von Diersburg, Karl Christoph (1789–1871), deutscher Landschaftsmaler
- Roeder von Diersburg, Karl Johann (1626–1685), deutscher Hofmarschall
- Roeder von Diersburg, Philipp (1801–1864), badischer Generalleutnant und Schriftsteller
- Roeder von Diersburg, Wilhelm (1832–1909), preußischer General der Infanterie, Präsident des Badischen Militärvereinsvervandes
- Roeder, Albrecht von (1811–1857), deutsch-US-amerikanischer Soldat und Farmer
- Roeder, Annette (* 1968), deutsche Illustratorin und KinderbuchautorinAnnette Roeder (* 1968)

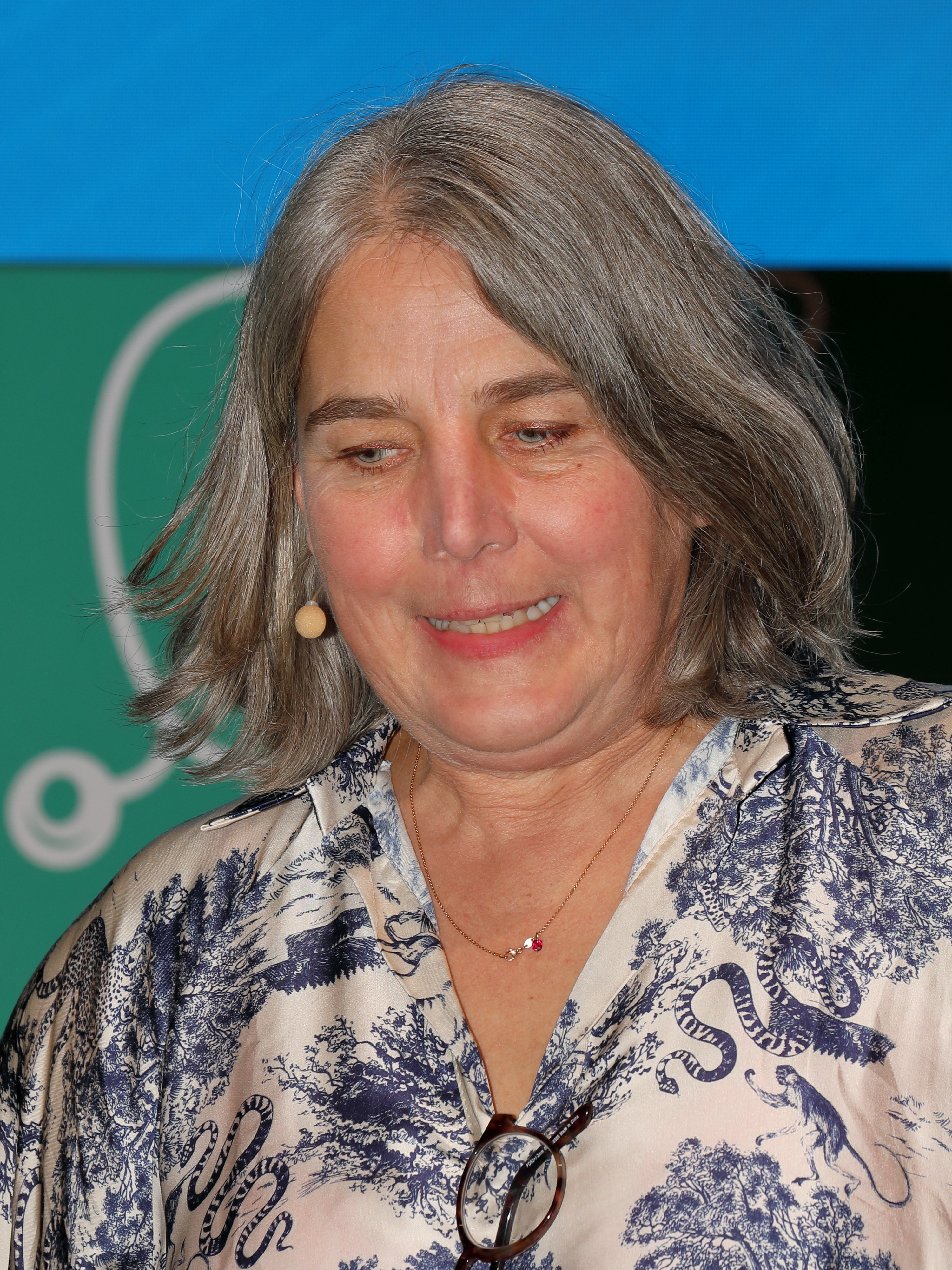
Annette Roeder (* 1968)

- Roeder, Axel (* 1941), deutscher Forstwissenschaftler
- Roeder, Christoph Ernst von (1694–1754), preußischer Oberst, Chef des Garnisons-Regiments Nr. 2, Amtshauptmann von Barthen, Erbherr von Metgethen und Tranckwitz
- Roeder, Constanze (* 1953), deutsche Fernsehdarstellerin
- Roeder, Dietrich von (1861–1945), deutscher General der Infanterie
- Roeder, Elke Christina (* 1966), deutsche Politikerin (SPD)
- Roeder, Emy (1890–1971), deutsche Bildhauerin und Zeichnerin
- Roeder, Ernst (1862–1897), deutscher Schriftsteller und Redakteur
- Roeder, Eugen Maximilian von (1782–1844), preußischer Generalleutnant und Kommandeur der 1. Garde-Division
- Roeder, Friedrich Adrian Dietrich von (1730–1802), preußischer Generalleutnant, Amtshauptmann von Balga, Chef des Infanterieregiments Nr. 6
- Roeder, Friedrich Wilhelm Heinrich von (1775–1833), deutscher Landrat
- Roeder, Friedrich Wilhelm von (1719–1781), preußischer Generalmajor, Chef des Kürassierregiments Nr. 1, Amtshauptmann von Zechlin, Wittstock und Londow sowie Lehn- und Gerichts-Herr von Rothsieben in Schlesien
- Roeder, Fritz (1906–1988), deutscher Neurochirurg und Hochschullehrer
- Roeder, Glenn (1955–2021), englischer Fußballspieler und -trainer
- Roeder, Günther (1881–1966), deutscher Ägyptologe
- Roeder, Günther (1946–2015), deutscher Maler, Gerichtszeichner und Karikaturist
- Roeder, Gustav von (1805–1878), deutscher Jurist
- Roeder, Heinrich von (1742–1821), preußischer Generalmajor und Kommandeur des Kürassierregiments „von Heising“
- Roeder, Heinrich von (1804–1884), preußischer General der Infanterie und Gesandter
- Roeder, Heinrich von (* 1910), deutscher Landrat
- Roeder, Helene von (* 1970), deutsche ManagerinHelene von Roeder (* 1970)

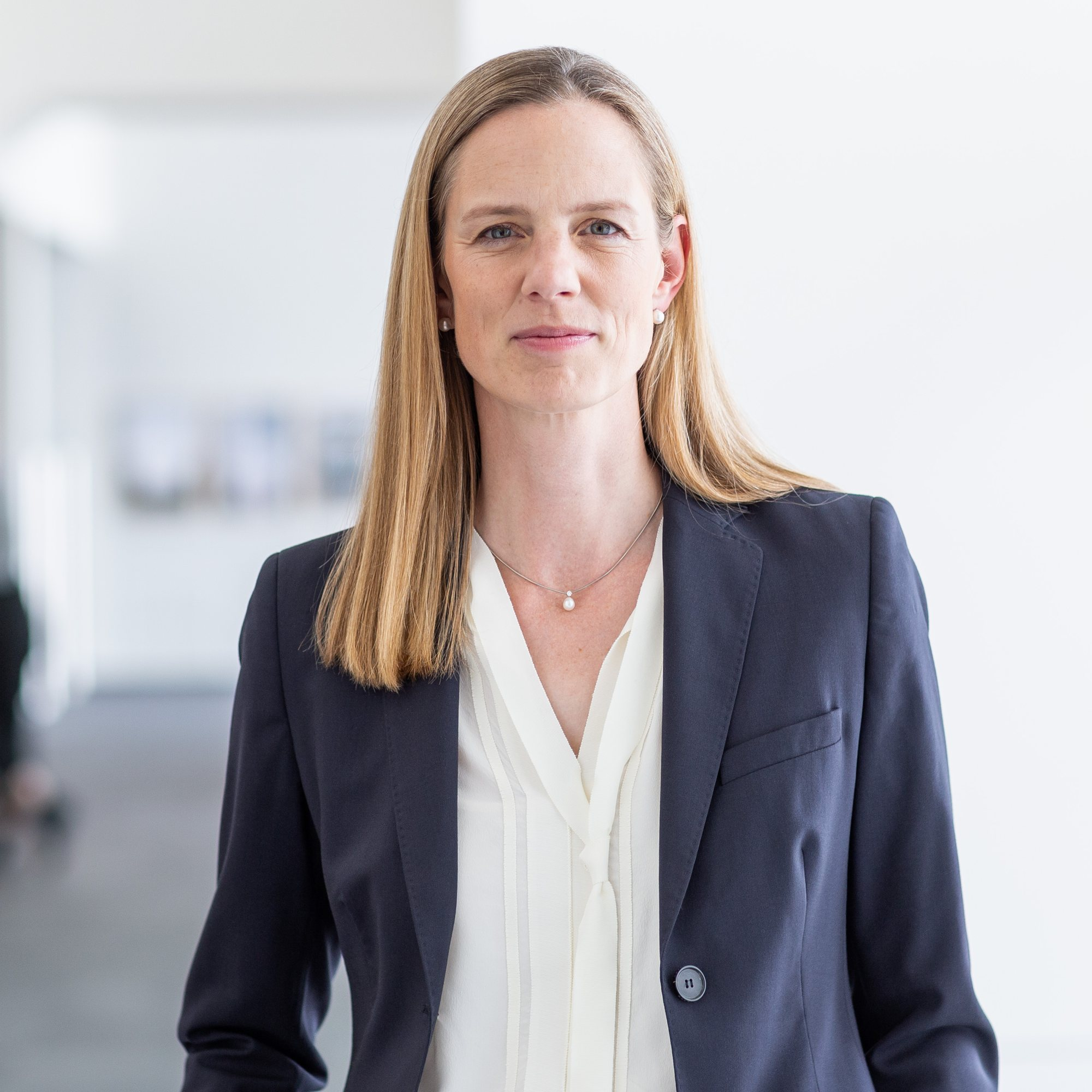
Helene von Roeder (* 1970)

- Roeder, Hermann (1853–1907), deutscher Lehrer, Schulleiter und Schulbuch-Autor für Mathematik
- Roeder, Hermann (1856–1941), deutscher Rittergutsbesitzer und Kommunalpolitiker in der Gemeinde Lichtenberg
- Roeder, Hermann (1892–1937), deutscher Pilot und Flugpionier
- Roeder, Hermann von (1797–1857), preußischer Generalmajor
- Roeder, Johann Albrecht von († 1788), preußischer Landrat
- Roeder, Jorge (* 1980), peruanischer, in den Vereinigten Staaten lebender Kontrabassist
- Roeder, Julius von (1808–1889), preußischer Generalleutnant, Gouverneur der Festung Mainz
- Roeder, Karl (1890–1975), deutscher Journalist und Schriftsteller
- Roeder, Karl von (1787–1856), preußischer Generalleutnant und Flügeladjutant von König Friedrich Wilhelm IV.
- Roeder, Karl von (1865–1940), deutscher Verwaltungsbeamter
- Roeder, Konrad von (1833–1900), preußischer Landrat
- Roeder, Manfred (1900–1971), deutscher Jurist, Militärrichter zur Zeit des Nationalsozialismus
- Roeder, Manfred (1929–2014), deutscher Rechtsanwalt und Holocaust-LeugnerManfred Roeder (1929–2014)

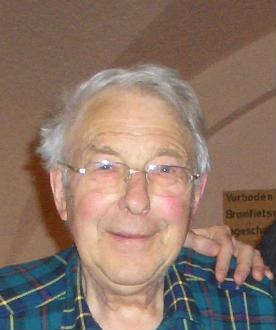
Manfred Roeder (1929–2014)

- Roeder, Marik (* 1989), deutscher Animationskünstler
- Roeder, Max (1866–1947), deutscher Landschafts- und Architekturmaler sowie Radierer
- Roeder, Michel (* 1971), deutscher Architekt und Hochschullehrer
- Roeder, Olaf von (* 1960), deutscher Generalstabsoffizier der Bundeswehr
- Roeder, Paul (1901–1962), deutscher Komponist und Arrangeur
- Roeder, Peter Martin (1927–2011), deutscher Pädagoge
- Roeder, Richard (1875–1953), deutscher Sozialhygieniker, Stadtarzt von Berlin-Treptow und NS-Opfer
- Roeder, Robert G. (* 1942), US-amerikanischer Biochemiker
- Roeder, Wilhelm von (1907–1972), deutscher Brigadegeneral der Bundeswehr
- Roeder, Wolfgang (1926–1993), deutscher Sänger, Humorist und Entertainer
- Roederer, Johann Georg (1726–1763), deutscher Mediziner
- Roederer, Joseph (1882–1969), französischer Hütteningenieur und Hüttendirektor
- Roederer, Louis (1809–1870), Weinkaufmann
- Roederer, Pierre-Louis (1754–1835), französischer Staatsmann und Publizist, Berater Napoleon Bonapartes, Großoffizier der Ehrenlegion
- Roedern, Carl Albert von (1704–1766), preußischer Minister
- Roedern, Carl Gustav von (1691–1778), preußischer Minister
- Roedern, Erdmann Carl Gustav von (1715–1783), preußischer Landrat
- Roedern, Louis von (1795–1857), preußischer Generalmajor und Kommandeur der 10. Infanterie-Brigade
- Roedern, Maximilian von (1816–1898), preußischer Generalleutnant
- Roedern, Siegfried von (1870–1954), deutscher Politiker der Kaiserzeit und Weimarer Republik
- Roedern, Verena Gräfin von (* 1955), deutsche Diplomatin und Botschafterin
- Roederstein, Ottilie (1859–1937), deutsch-schweizerische MalerinOttilie Roederstein (1859–1937)

Ottilie Roederstein (1859–1937)

- Roedger, Roy (* 1958), deutsch-kanadischer Eishockeyspieler
- Roedig, Alfred (1910–1983), deutscher Chemiker
- Roedig, Andrea (* 1962), deutsche Publizistin
- Roediger von Manteuffel, Eitel-Friedrich (1895–1984), deutscher Generalmajor der Luftwaffe im Zweiten Weltkrieg
- Roediger, Achilles (1812–1868), deutscher Pfarrer, Lektor, Kantor sowie Internatsdirektor
- Roediger, Conrad Frederick (1887–1973), deutscher Diplomat, Richter des Bundesverfassungsgerichts
- Roediger, Elisabeth (1859–1914), deutsche Opernsängerin (Sopran)
- Roediger, Johannes (1845–1930), deutscher Bibliothekar
- Roediger, Ludwig (1798–1866), deutscher Lehrer
- Roediger, Max (1850–1918), deutscher Mittelalterhistoriker und Germanist
- Roediger, Paul (1859–1938), deutscher Wirtschaftsjurist
- Roedler, Jakob (1808–1862), deutscher Landschaftsmaler
- Roedlich, Hieronymus (1767–1833), preußischer Generalmajor, Inspekteur der Landwehr im Regierungsbezirk Düsseldorf

### Roef
- Roef, Davy (* 1994), belgischer Fußballspieler
- Roefs, Robin (* 2003), niederländischer Fußballtorwart

### Roeg
- Roeg, Maximillian (* 1985), britischer Filmschauspieler
- Roeg, Nicolas (1928–2018), britischer Filmregisseur und KameramannNicolas Roeg (1928–2018)

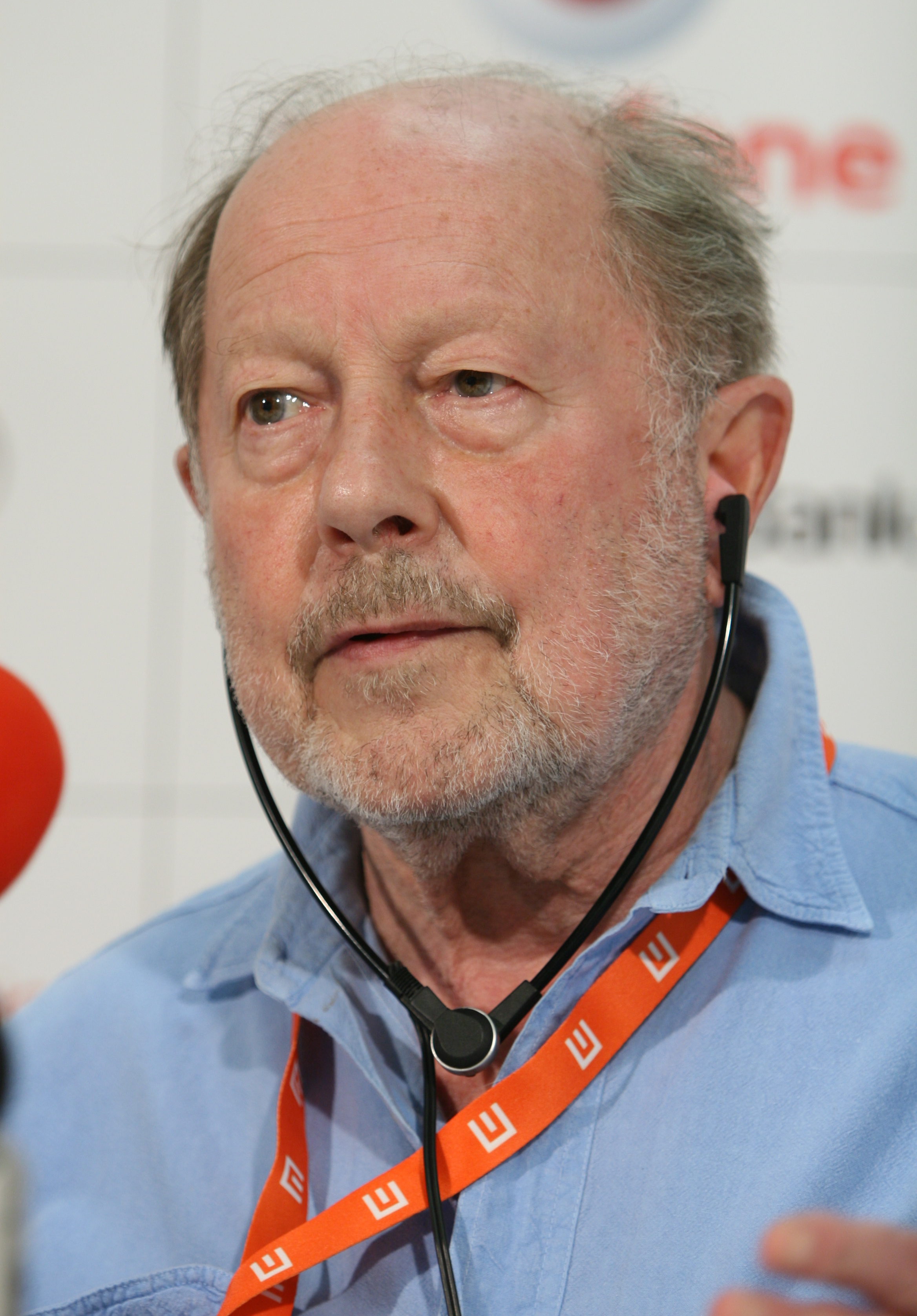
Nicolas Roeg (1928–2018)

- Roegele, Otto B. (1920–2005), deutscher Publizist und Kommunikationswissenschaftler
- Roegels, Andreas (1870–1916), deutscher Landschafts-, Porträt-, Figuren- und Genremaler sowie Grafiker der Düsseldorfer Schule
- Roeger, Stefanie (1904–1992), deutsche Politikerin (CDU), MdL
- Roegge, Wilhelm (1870–1946), deutscher Illustrator und Maler
- Roegholt, Richter (1925–2005), niederländischer Historiker

### Roeh
- Roehenstart, Charles Edward Stuart (1784–1854), illegitimer britischer Thronanwärter
- Roehl, Ernst von (1825–1881), preußischer Major sowie Forscher auf dem Gebiet der Paläobotanik
- Roehl, Felix Maria (* 1963), deutscher Kulturmanager
- Roehl, Johann Ernst Gustav von (1799–1867), preußischer General der Infanterie
- Roehl, Karl von (1795–1885), preußischer Generalleutnant der Artillerie
- Roehl, Karl von (1819–1891), preußischer Generalleutnant
- Roehl, Maximilian von (1853–1922), preußischer General der Artillerie
- Roehl, Rüdiger (* 1942), deutscher Künstler
- Roehl, Ulrich (* 1934), deutscher Politiker (SED)
- Roehl, Wilhelm (1881–1929), deutscher Pharmakologe
- Roehle, Reinhard (1876–1938), deutscher Jugendbuchautor
- Roehler, Alexandra (* 1975), deutsche Modedesignerin
- Roehler, Klaus (1929–2000), deutscher Autor und Lektor
- Roehler, Oskar (* 1959), deutscher Filmregisseur, Journalist und AutorOskar Roehler (* 1959)

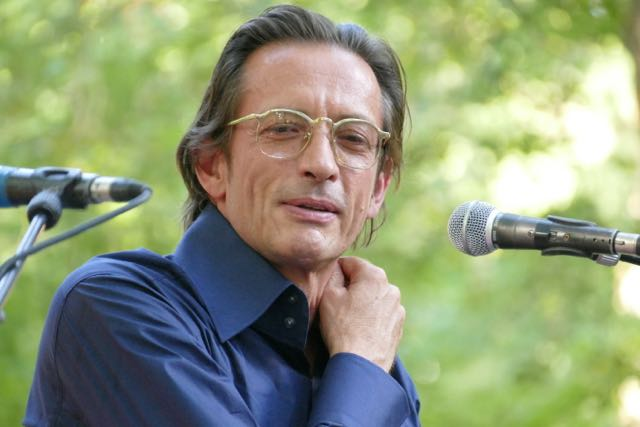
Oskar Roehler (* 1959)

- Roehm, Otto (1882–1958), kanadisch-US-amerikanischer Ringer
- Roehm, Ulrich (* 1933), deutscher Balletttänzer und Ballettpädagoge
- Roehmer, Joseph Otto (1812–1883), preußischer Generalmajor
- Roehmer, Marion, deutsche Archäologin
- Roehn, Adolphe (1780–1867), französischer Historien-, Genre-, Porträt- und Landschaftsmaler, Radierer und Lithograf
- Roehnert, Stefan (* 1977), deutscher Ruderer
- Roehr, Otto (* 1880), deutscher Klavier-Humorist und Vortragskünstler
- Roehr, Peter (1944–1968), deutscher Maler und Objektkünstler
- Roehrbein, Erich (1892–1964), deutscher Jurist
- Roehreke, Nico (* 1953), deutscher Rennfahrer und Unternehmer
- Roehrich, Henri (1837–1913), Schweizer evangelischer Geistlicher und Hochschullehrer
- Roehricht, Karl Hermann (1928–2015), deutscher Schriftsteller und Maler
- Roehricht, Leonie (1928–2018), deutsche Malerin und Grafikerin
- Roehrig, Hermann (1836–1927), deutscher Verwaltungsbeamter und Parlamentarier
- Roehrig, Siegfried (1876–1953), preußischer Landrat
- Roehrs, Liliane (1900–1975), deutsche Automobilrennfahrerin

### Roei
- Roeingh, Friedrich (* 1961), deutscher Journalist
- Roeingh, Theodor (1882–1945), deutscher Landwirt und Politiker (Zentrum), MdR

### Roek
- Roek, Petra (* 1951), deutsche Autorin
- Roekel, Sander van (* 1974), niederländischer Fußballschiedsrichter
- Roekiah (1917–1945), indonesische Sängerin und Schauspielerin

### Roel
- Roel, Adriana (1934–2022), mexikanische Schauspielerin
- Roeland, Joop (1931–2010), niederländischer Seelsorger und Schriftsteller
- Roelandts, Jürgen (* 1985), belgischer Radrennfahrer
- Roelants, Gaston (* 1937), belgischer Leichtathlet und Olympiasieger im Hindernislauf
- Roelants, Stéphan (* 1965), belgischer Filmproduzent
- Roelcke, Erhard (* 1943), deutscher Fußballspieler und Archivar
- Roelcke, Hermann (1832–1896), deutscher Unternehmer, Spekulant
- Roelcke, Thorsten (* 1965), deutscher Sprachwissenschaftler und Germanist
- Roelcke, Volker (* 1958), deutscher Medizinhistoriker
- Roelcke, Walter (1928–2005), deutscher Mathematiker
- Roeleman von Bylandt-Halt-Spaldrop, Herr von Halt und Spaldrop
- Roelen, Otto (1897–1993), deutscher Chemiker
- Roelen, Wilhelm (1889–1958), deutscher Unternehmer
- Roelevink, Eva-Maria (* 1984), deutsche Historikerin und Hochschullehrerin
- Roelfs, Jan (* 1957), niederländischer Szenenbildner
- Röell, Boudewijn (* 1989), niederländischer Ruderer
- Roëll, Christoph Moritz von (1713–1797), preußischer Generalmajor und Chef des Husarenregiments Nr. 1
- Roëll, Friedrich Alexander von (1676–1745), preußischer Generalleutnant, Chef des Dragonerregiments Nr. 7
- Roëll, Hermann Alexander (1653–1718), niederländischer reformierter Theologe und Philosoph
- Röell, Jacob Alexander (1838–1924), niederländischer Politiker und Vizeadmiral
- Roell, Jan Stefan (* 1954), deutscher Unternehmer und Verbandsfunktionär
- Roell, Joachim († 1606), Abt von Hersfeld
- Röell, Joan (1844–1914), niederländischer Staatsmann (Ministerpräsident 1894–1897)
- Röell, Mark (* 1965), niederländischer Politiker (VVD)
- Roell, Roman (* 1965), deutscher Hörfunk- und FernsehmoderatorRoman Roell (* 1965)

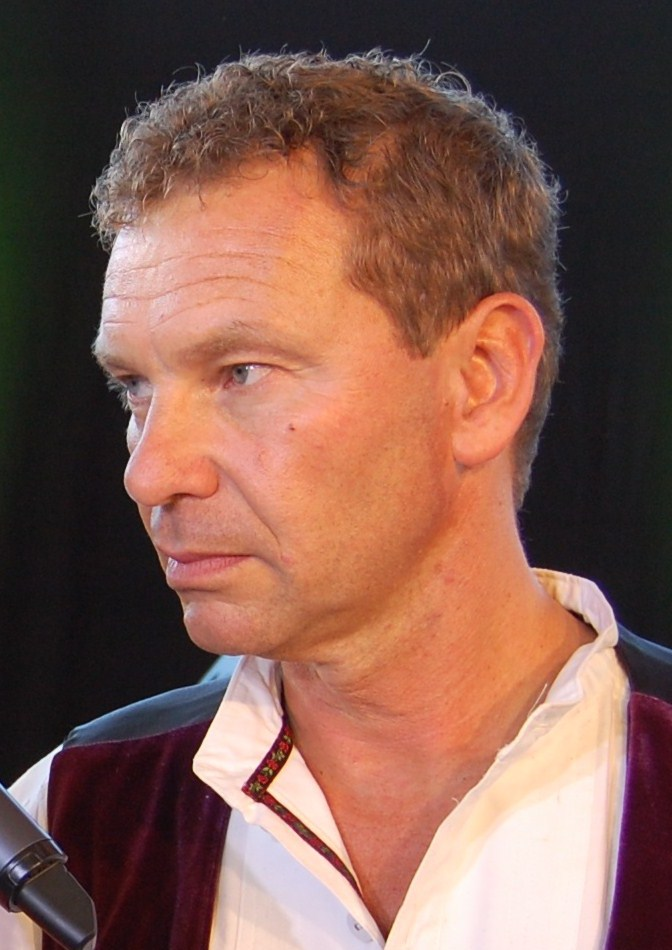
Roman Roell (* 1965)

- Roëll, Wichart von (1937–2024), deutscher Schauspieler
- Röell, Willem Frederik (1767–1835), niederländischer Politiker
- Roellecke, Gerd (1927–2011), deutscher Rechtswissenschaftler
- Roelli, Hans (1889–1962), Schweizer Komponist und Dichter
- Roelli, Margrit (1909–2007), Schweizer Illustratorin, Autorin, Malerin und Textilkünstlerin
- Roellig, Ruth Margarete (1878–1969), deutsche Schriftstellerin
- Roellinger, Alphons (1849–1918), französisch-deutscher katholischer Geistlicher und Politiker, MdR
- Roellinger, Hugo (* 1988), französischer Koch
- Roellinger, Olivier (* 1955), französischer Koch
- Roellinghoff, Charlie (1897–1935), deutscher Schriftsteller und darstellender Künstler
- Roeloffs, Brar (1928–2013), deutscher Landwirt und Ministerialbeamter
- Roeloffs, Hugo (1844–1928), deutscher Senatssyndikus (Hamburg)
- Roeloffs, Tim (* 1965), niederländischer Fotokünstler und Kulturbotschafter Berlins
- Roeloffzen, Jan (* 1950), niederländischer Fußballspieler
- Roelofs, Al (1906–1990), US-amerikanischer Filmarchitekt
- Roelofs, Albert (1877–1920), niederländischer Genremaler, Aquarellist, Zeichner und Lithograph des Impressionismus
- Roelofs, Annemarie (* 1955), niederländische Jazz-Musikerin und Hochschullehrerin
- Roelofs, Hans (* 1963), niederländischer Manager
- Roelofs, Joris (* 1984), niederländischer Musiker
- Roelofs, Mike (* 1980), niederländischer Jazz- und Improvisationsmusiker (Piano, Komposition)
- Roelofs, Miriam Hubbard (1894–1985), US-amerikanische Frauenrechtlerin und Mitbegründerin der Roycroft Campus Corporation
- Roelofs, Owen (* 2002), niederländischer Dartspieler
- Roelofs, Sandra (* 1968), niederländisch-georgische Ehefrau des früheren georgischen Präsidenten Micheil Saakaschwili
- Roelofs, Willem (1822–1897), bedeutender niederländischer Landschaftsmaler
- Roelofse, Ruan (* 1989), südafrikanischer Tennisspieler
- Roelofsen, Diane (* 1975), niederländische Handballspielerin
- Roels, Dominik (* 1987), deutscher Radrennfahrer
- Roels, Harry (* 1948), niederländischer Manager, Vorsitzender des Vorstands der RWE AG
- Roels, Louis (1912–1984), belgischer Radrennfahrer
- Roelstraete, Herman (1925–1985), belgischer Komponist und Dirigent
- Roelvink, Herman (1883–1957), niederländischer Dramatiker
- Roelvink, Mirte (* 1985), niederländische Fußballspielerin

### Roem
- Roem, Danica (* 1984), US-amerikanische Politikerin
- Roembiak, Lodewijk (* 1969), niederländischer Fußballspieler
- Roemer, Adolf (1890–1960), Schweizer Politiker
- Roemer, Astrid (* 1947), surinamische Autorin
- Roemer, Buddy (1943–2021), US-amerikanischer Politiker
- Roemer, Carl-Heinrich (1903–2000), deutscher Landwirt und Pflanzenzüchter, Präsident des Bundessortenamtes Rethmar (ab 1955)
- Roemer, Elizabeth (1929–2016), US-amerikanische Astronomin
- Roemer, Emile (* 1962), niederländischer Politiker (SP)Emile Roemer (* 1962)

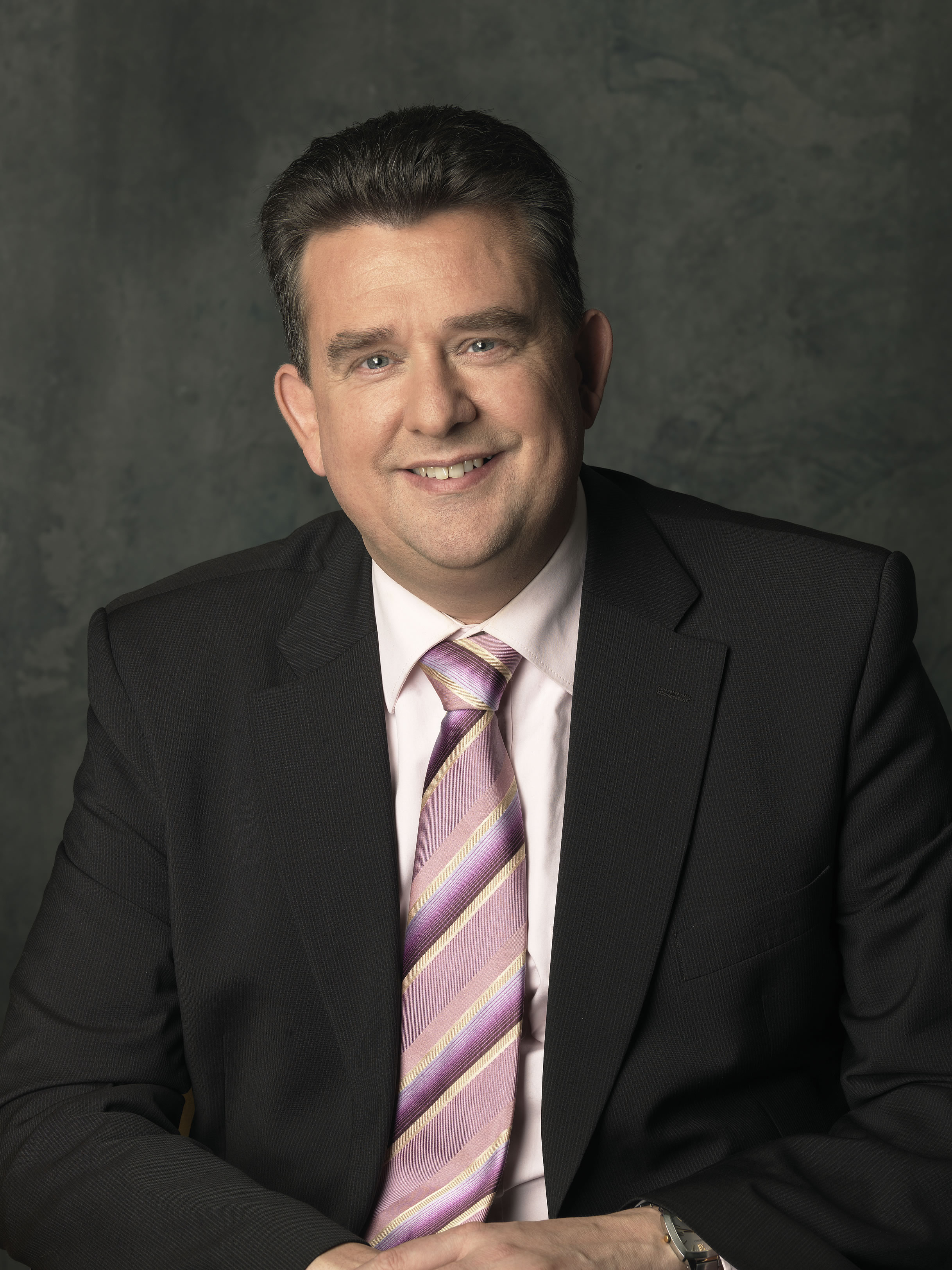
Emile Roemer (* 1962)

- Roemer, Eva (1889–1977), deutsche Malerin und Grafikerin
- Roemer, Ferdinand von (1818–1891), deutscher Geologe, Paläontologe, Mineraloge; Hochschullehrer und Rektor in Breslau
- Roemer, Friedrich (1912–1996), deutscher Verwaltungsjurist und Regierungspräsident
- Roemer, Friedrich Adolph (1809–1869), deutscher Geologe und Jurist
- Roemer, Friedrich Wilhelm Anton (1788–1865), deutscher Jurist und Politiker
- Roemer, Georg (1868–1922), deutscher Bildhauer und Medailleur
- Roemer, Georg A. (1892–1972), deutscher Neurologe, Psychiater und Psychoanalytiker
- Roemer, Hans (1878–1947), deutscher Arzt und Psychiater
- Roemer, Hans Robert (1915–1997), deutscher Islamwissenschaftler
- Roemer, Hermann (1816–1894), deutscher Politiker (NLP), MdRHermann Roemer (1816–1894)

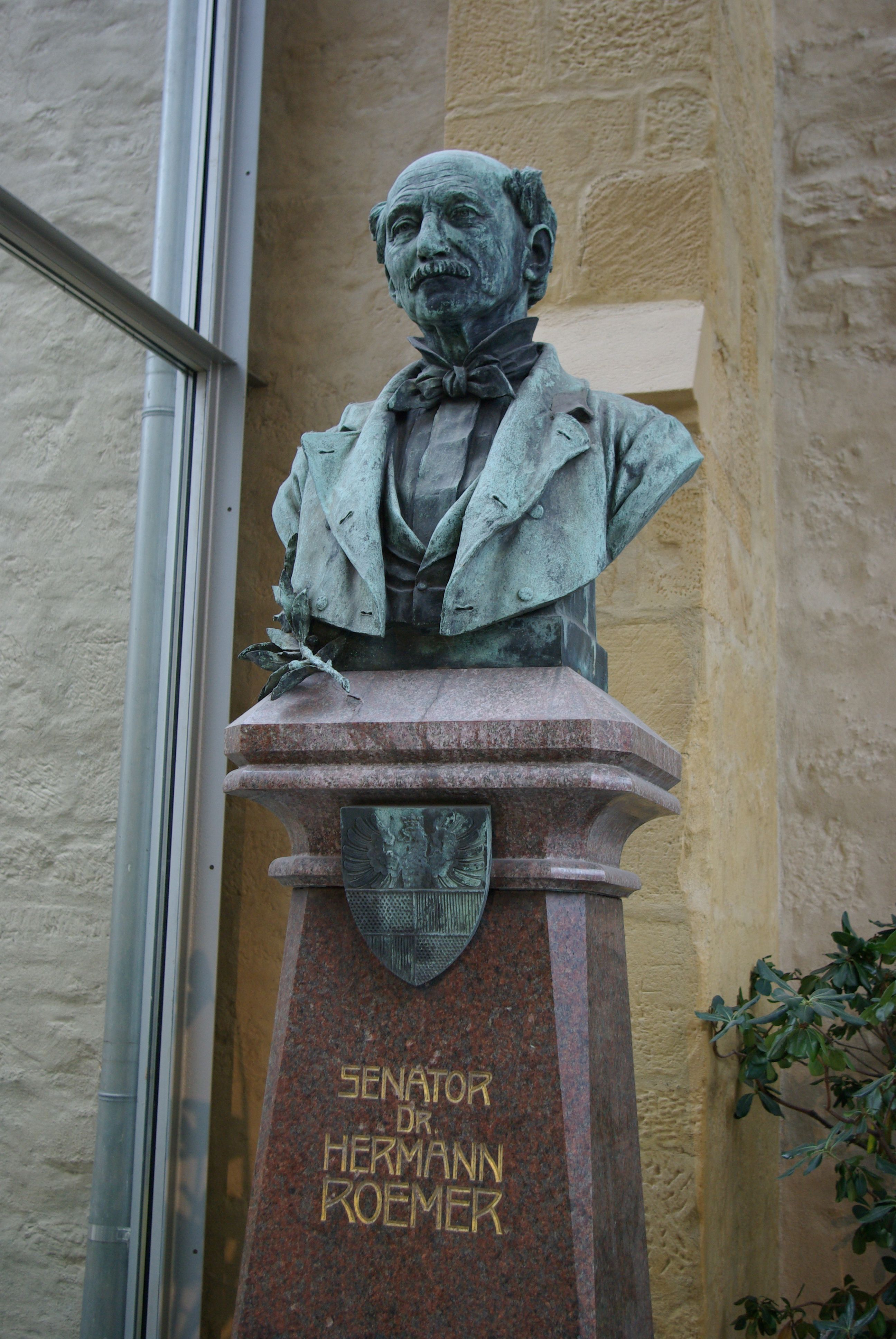
Hermann Roemer (1816–1894)

- Roemer, Jewel (* 2002), US-amerikanische Wasserballspielerin
- Roemer, John (* 1945), US-amerikanischer Wirtschaftswissenschaftler
- Roemer, Joseph (* 1889), deutscher Bühnen- und Stummfilmschauspieler
- Roemer, Karl (1899–1984), deutscher Jurist
- Roemer, Kristiana (* 1992), deutsch-amerikanische Jazzsängerin und Songwriterin
- Roemer, Martin (* 1958), deutscher Schriftsteller
- Roemer, Max Joseph (1791–1849), deutscher Botaniker
- Roemer, Michael (1928–2025), amerikanischer Filmregisseur, Produzent und Autor
- Roemer, Milton I. (1916–2001), US-amerikanischer Sozialmediziner
- Roemer, Sarah (* 1984), US-amerikanische Schauspielerin
- Roemer, Theodor (1883–1951), deutscher Agrarwissenschaftler
- Roemer, Timothy J. (* 1956), US-amerikanischer Politiker und Diplomat
- Roemer, Walter (1902–1985), deutscher Jurist
- Roemers, Martin (* 1962), niederländischer Fotograf
- Roemersma, René (1958–2021), niederländischer politischer Aktivist
- Roemeth, Anne (* 1984), deutsche Theater-, Musical- und FilmschauspielerinAnne Roemeth (* 1984)

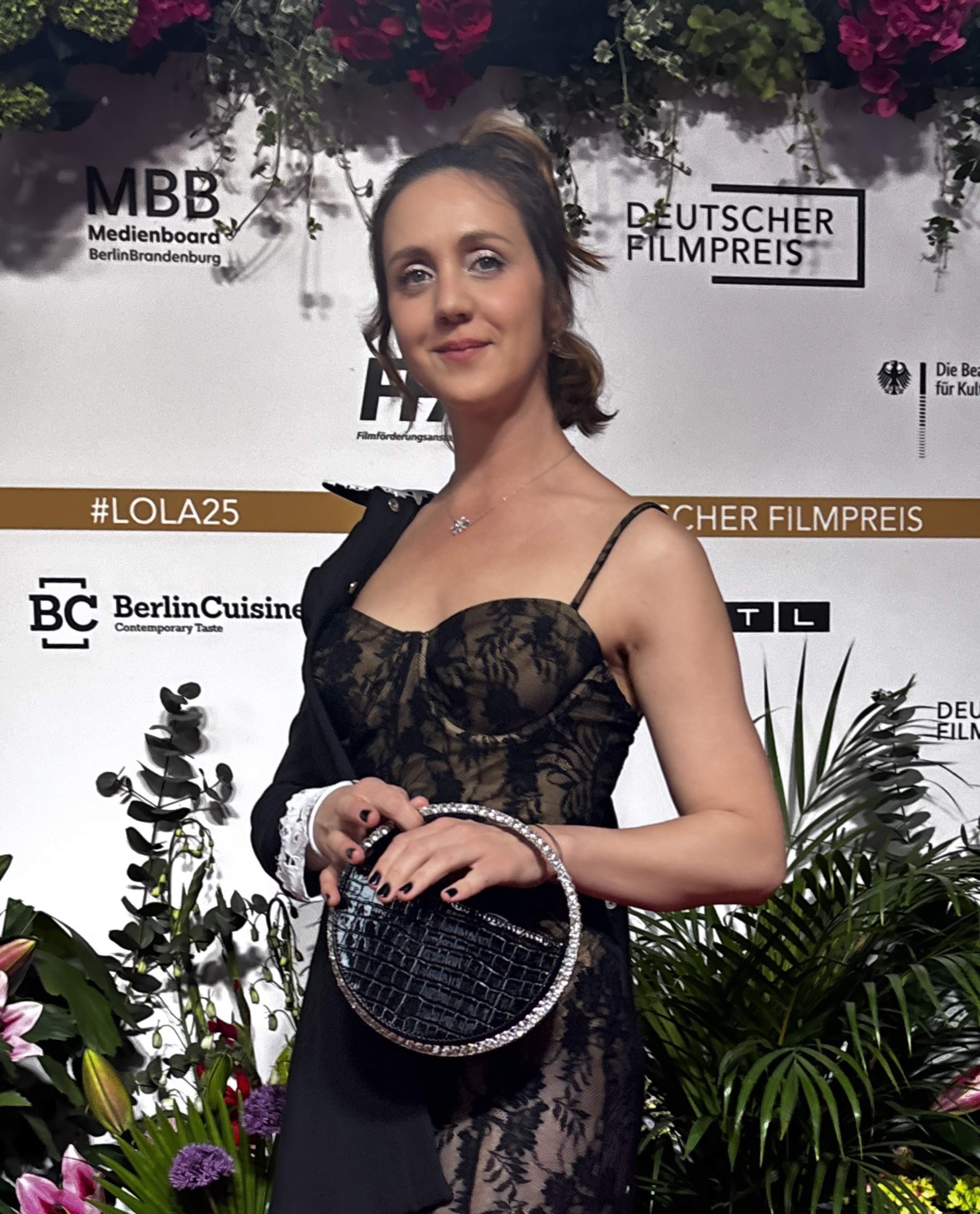
Anne Roemeth (* 1984)

- Roemheld, Heinz (1901–1985), US-amerikanischer Filmkomponist und Arrangeur
- Roemhildt, Johann Theodor (1684–1756), deutscher Komponist und Kantor
- Roemmich, Georg Alexander (* 1917), deutscher Architekt
- Roemmich, Heinrich (1888–1980), deutscher Geistlicher, lutherischer Pastor und Politiker

### Roen
- Røen, John (1903–1979), norwegischer Skilangläufer
- Røen, Sigurd (1909–1992), norwegischer Skisportler
- Roena, Roberto (1940–2021), puerto-ricanischer Salsamusiker, Perkussionist, musikalischer Leiter mehrerer Orchester und Tänzer
- Roengchai Kesada (* 2005), thailändischer Fußballspieler
- Roenick, Jeremy (* 1970), US-amerikanischer Eishockeyspieler
- Roenne, Alexander von (1811–1881), kurländischer Gutsbesitzer und Politiker
- Roenne, Alexis von (1903–1944), deutscher Oberst im Generalstab, Widerstandskämpfer gegen den NationalsozialismusAlexis von Roenne (1903–1944)

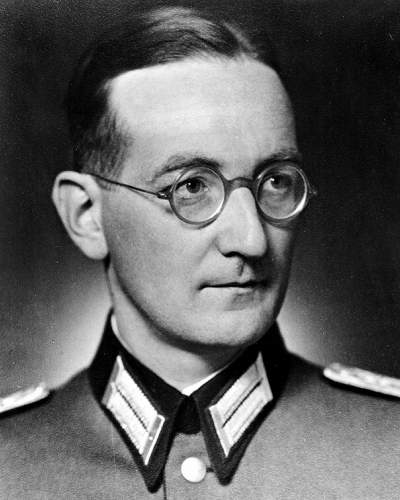
Alexis von Roenne (1903–1944)

- Roenneberg, Georg (1834–1895), preußischer Kommunalpolitiker
- Roenneberg, Till (* 1953), deutscher Chronobiologe
- Roenneke, Frauke (* 1998), deutsche Fußballspielerin
- Roenneke, Rolf (1887–1964), österreichisch-deutscher Schauspieler, Regisseur, Intendant, Schauspiellehrer und Autor
- Roensch, Georg (1861–1923), deutscher Architekt
- Roensch, Karl (1858–1921), Fabrikbesitzer und Stadtverordnetenvorsteher in Allenstein (1896–1919)
- Roensch, Manfred (1930–2001), deutscher lutherischer Theologieprofessor
- Roenspieß, Klaus (1935–2021), deutscher Maler und Grafiker
- Roentgen, Abraham (1711–1793), deutscher Kunstschreiner
- Roentgen, David (1743–1807), deutscher Kunsthandwerker
- Roentgen, Gerhard Moritz (1795–1852), niederländischer Seeoffizier, Maschinenbauingenieur und Schiffbauer
- Roentgen, Heinrich (1787–1811), deutscher Biologe und Forschungsreisender
- Roentgen, Ludwig (1755–1814), deutscher Theologe der Aufklärung und Schriftsteller
- Roentgen, Sophia (1761–1826), deutsche Malerin

### Roep
- Roepel, Coenraet (1678–1748), niederländischer Maler
- Roepell, Max (1841–1903), deutscher Verwaltungsjurist, Präsident der königlich preußischen Eisenbahndirektionen Kattowitz und Posen
- Roepell, Richard (1808–1893), deutscher Historiker, Hochschullehrer und Rektor in Breslau
- Roeper, Adolf (1919–2009), deutscher Jurist, Richter am Bundesarbeitsgericht
- Roeper, Jochen, deutscher Physiologe
- Roeper, Malte (* 1962), deutscher Autor, Regisseur, Dokumentarfilmer, Dramaturg und Bergsteiger
- Roeper, Richard (* 1959), US-amerikanischer Journalist und Filmkritiker
- Roepert, Wilhelm (1930–2015), deutscher Politiker (SPD) und MdHB
- Roepke, Claus-Jürgen (* 1937), deutscher evangelischer Geistlicher
- Roepstorff, Gert (* 1937), deutscher theoretischer Physiker

### Roer
- Roer, Dorothee (1943–2022), deutsche Kulturwissenschaftlerin
- Roer, Eva Maria (1944–2021), deutsche Unternehmerin
- Roer, Hubert (1926–2002), deutscher Biologe, Entomologe, Fledermausforscher und Naturschützer
- Röer, Otto (1881–1957), deutscher Verwaltungsjurist
- Roerdansz, Rudolf von (1828–1892), preußischer General der Artillerie
- Roeren, Hermann (1844–1920), deutscher Politiker (Zentrum), MdR
- Roeren, Sven (* 1978), deutscher Ingenieur, Manager, Unternehmer und Hochschulprofessor
- Roerich, Helena (1879–1955), russische Schriftstellerin, die auf Englisch publizierte
- Roerich, Juri Nikolajewitsch (1902–1960), sowjetischer Asienwissenschaftler
- Roerich, Nicholas (1874–1947), russischer Maler und Schriftsteller
- Roerich, Svetoslav (1904–1993), russisch-indischer Maler
- Roericht, Hans (* 1932), deutscher Designer, Professor für Design
- Roericht, Reinhard (1945–2012), deutscher Politiker (FDP), MdL
- Roerick, William (1911–1995), US-amerikanischer Schauspieler
- Roerig, Nina Irina, deutsche Filmemacherin, Regisseurin und Drehbuchautorin
- Roerig, Zach (* 1985), US-amerikanischer SchauspielerZach Roerig (* 1985)

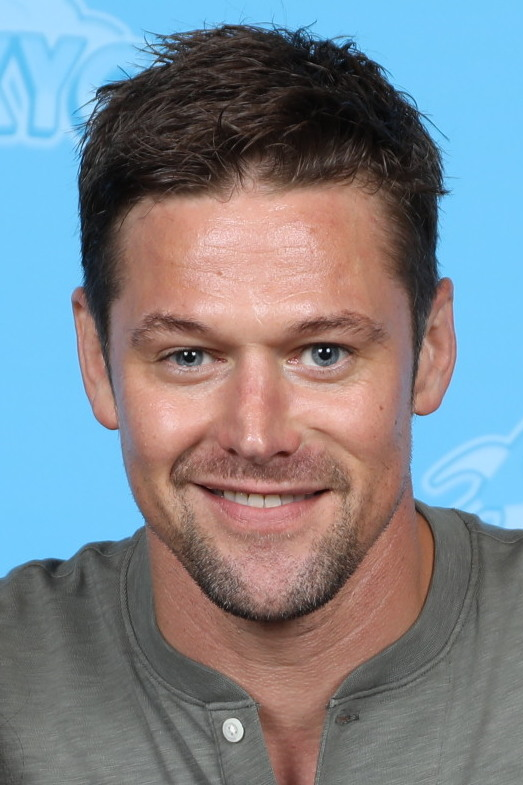
Zach Roerig (* 1985)

- Roering, Joachim (* 1934), deutscher Filmregisseur und Drehbuchautor
- Roerkohl, Anne (* 1955), deutsche Historikerin, Filmregisseurin, Journalistin und Dokumentarfilmproduzentin
- Roero d’Asti, Bonifacio, piemontesischer Adliger
- Roers, Georg Maria (* 1965), deutscher Schriftsteller, Theologe, Priester, Kurator, Redakteur
- Roersch, Horst Günter (* 1945), deutscher Gewichtheber, Bodybuilder und gewalttätiger Aktivist
- Roerslev, Mads (* 1999), dänischer Fußballspieler

### Roes
- Roes, Georges (1889–1945), französischer Sportschütze
- Roes, Michael (* 1960), deutscher SchriftstellerMichael Roes (* 1960)

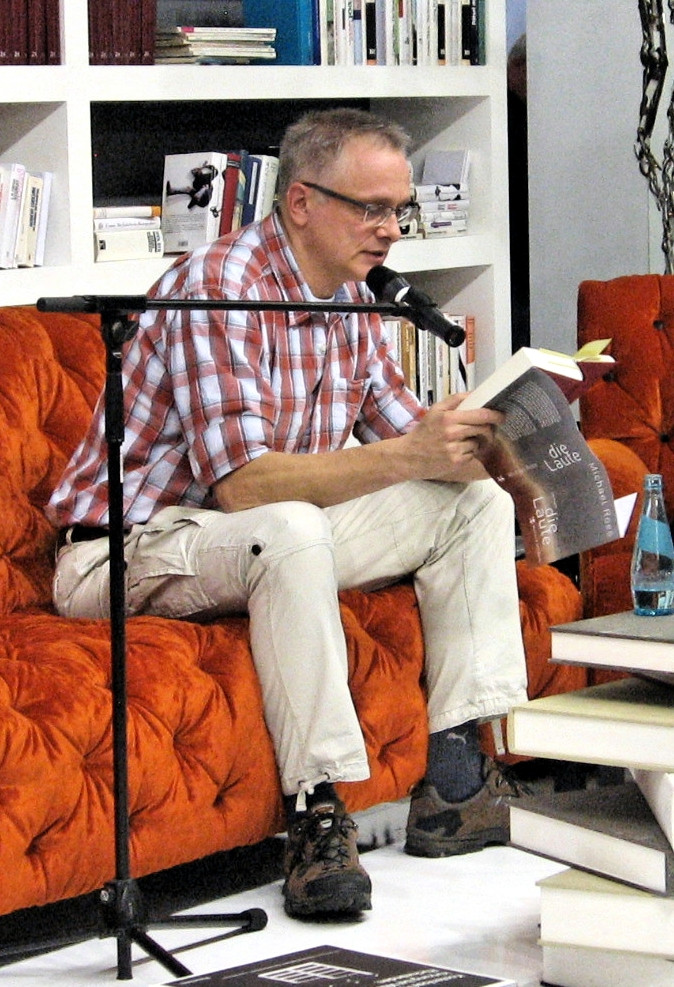
Michael Roes (* 1960)

- Roes, Peter (* 1964), belgischer Radrennfahrer
- Roes, Sven (* 1999), niederländischer Shorttracker
- Roesberg, Joseph (1824–1871), Kölner Mundartdichter und Komponist
- Roesberg, Michael (* 1957), deutscher Landrat
- Roesch, Adolf, deutscher Wirtschaftsingenieur und Manager
- Roesch, Angelika (* 1977), deutsche Tennisspielerin
- Roesch, Carl (1884–1979), Schweizer Künstler
- Roesch, Carl (1905–1984), deutscher Politiker (SPD), MdB
- Roesch, Charles (1922–2015), französischer Tischtennistrainer
- Roesch, Josef (1902–1969), deutscher Politiker (Zentrum, CDU), MdL
- Roesch, Kurt (1905–1984), deutsch-US-amerikanischer Maler und Schriftsteller
- Roesch, Michael (* 1974), Regisseur und Produzent
- Roesch, Peter (1929–2018), deutschamerikanischer Architekt
- Roesch, Ursina Gabriela (* 1959), Schweizer Künstlerin, Kuratorin und Kunstaktivistin
- Roesch-Tanner, Margrit (1880–1969), Schweizer Kunsthandwerkerin, Malerin und Zeichnerin
- Roeschlaub, Robert S. (1843–1923), deutschstämmiger US-amerikanischer Architekt in Denver, Colorado
- Roeschlein, Stephan (1888–1971), deutscher Optik-Konstrukteur
- Roeschmann, Günter (1925–2022), deutscher Geologe und Bodenkundler
- Roesdahl, Else (* 1942), dänische Historikerin und Hochschullehrerin
- Roese, August (1807–1891), deutscher Politiker
- Roese, Eduard (1855–1918), deutscher Lehrer und Historiker
- Roese, Friedrich (1879–1966), deutscher General der Infanterie und Chef der Heeresmuseen im Zweiten Weltkrieg
- Roese, Gerhard (* 1962), deutscher Bildhauer, Kunsthistoriker und Architektur-Modellbauer
- Roese, Guenter (1935–2015), deutscher Verleger und Kunstmäzen
- Roese, Ralph (1900–1950), deutscher Motorrad- und Automobilrennfahrer
- Roese, Vivian (* 1982), deutsche Medienwissenschaftlerin mit Schwerpunkt Medienhype-Forschung
- Roesebeck, Curt (1871–1947), deutscher Urologe und Krankenhausdirektor
- Roeseler, Albrecht (1930–1994), deutscher Geiger, Musikwissenschaftler und Journalist
- Roeseler, August (1866–1934), deutscher Genremaler, Radierer, Illustrator und Karikaturist
- Roeseling, Kaspar (1894–1960), deutscher Komponist und Musikschriftsteller
- Roesems, Bert (* 1972), belgischer Radrennfahrer
- Roesen, Brigitte (* 1944), deutsche Weitspringerin
- Roesen, Michael (1814–1835), deutscher Landschaftsmaler der Düsseldorfer Schule
- Roesen, Severin (* 1816), deutsch-US-amerikanischer Stillleben-Maler
- Roesener, August (1888–1979), deutscher Politiker (CDU)
- Roeser, Jacob von (1799–1862), deutscher Arzt, Leibarzt und Reisender
- Roeser, Peter Gerhard (1814–1865), deutscher Zigarrenarbeiter, Mitglied im Bund der Kommunisten und im ADAV
- Roeser, Valentin, deutscher Klarinettist und Komponist
- Roesgen, Helga (* 1953), deutsche Juristin, Präsidentin des Bundesamtes für den Zivildienst
- Roesgen-Champion, Marguerite (1894–1976), Schweizer Komponistin und Cembalistin
- Roesger, Oskar (1843–1910), deutscher Heimatforscher und Begründer des Stadtmuseums Bautzen
- Roesicke, Adolf (1817–1886), deutscher Unternehmer
- Roesicke, Gustav (1856–1924), deutscher Politiker (DNVP), MdR
- Roesicke, Richard (1845–1903), deutscher Unternehmer und Politiker (NLP, FVg), MdR
- Roeske, Kurt (* 1933), deutscher Altphilologe
- Roesky, Herbert W. (* 1935), deutscher Chemiker
- Roesky, Peter (* 1967), deutscher Chemiker
- Roesle, Emil (1875–1962), deutscher Medizinstatistiker und Genealoge
- Roesle, Maximilian (1908–1985), Schweizer Philosoph
- Roesler Franz, Ettore (1845–1907), italienischer Maler deutscher Abstammung
- Roesler, David (* 1996), deutscher Fußballspieler
- Roesler, Hermann (1834–1894), deutscher NationalökonomHermann Roesler (1834–1894)

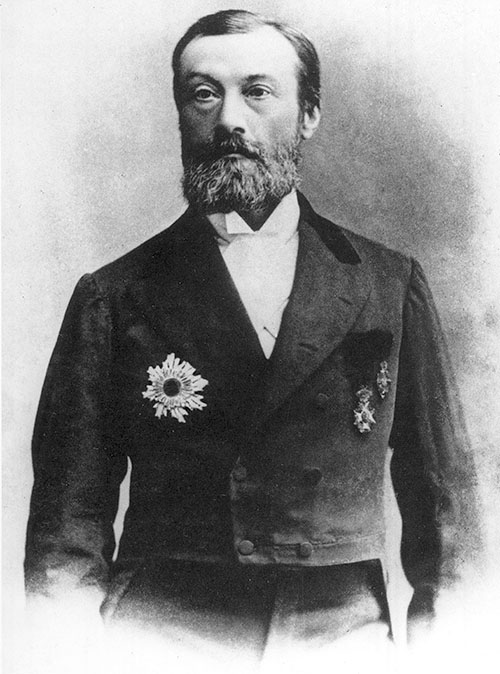
Hermann Roesler (1834–1894)

- Roesler, Immanuel (1900–1990), Schweizer Offizier
- Roesler, Jörg (* 1940), deutscher Wirtschaftshistoriker
- Roesler, Julia (* 1978), deutsche Filmregisseurin, Theaterregisseurin, Drehbuchautorin und Filmproduzentin
- Roesler, Leonhard (1839–1910), deutsch-österreichischer Chemiker und Önologe
- Roesler, Max (1840–1922), deutscher Chemiker und Unternehmer
- Roesler, Paula (1875–1941), deutsche Malerin, Zeichnerin und Grafikerin sowie Scherenschnitt- und Papierkünstlerin
- Roesler, Robert (1837–1896), deutsch-schwedischer Fotograf
- Roesler, Trude (1909–1976), deutsche Opernsängerin (Alt und Mezzosopran)
- Roesler, Wilhelm Kurt (1868–1943), Oberbürgermeister, Mitglied des Provinziallandtages der Provinz Hessen-Nassau
- Roesmer, Kurt (* 1934), deutscher Tischtennisspieler
- Roesner, Carl (1804–1869), österreichischer Architekt
- Roesner, Daniel (* 1984), deutscher SchauspielerDaniel Roesner (* 1984)

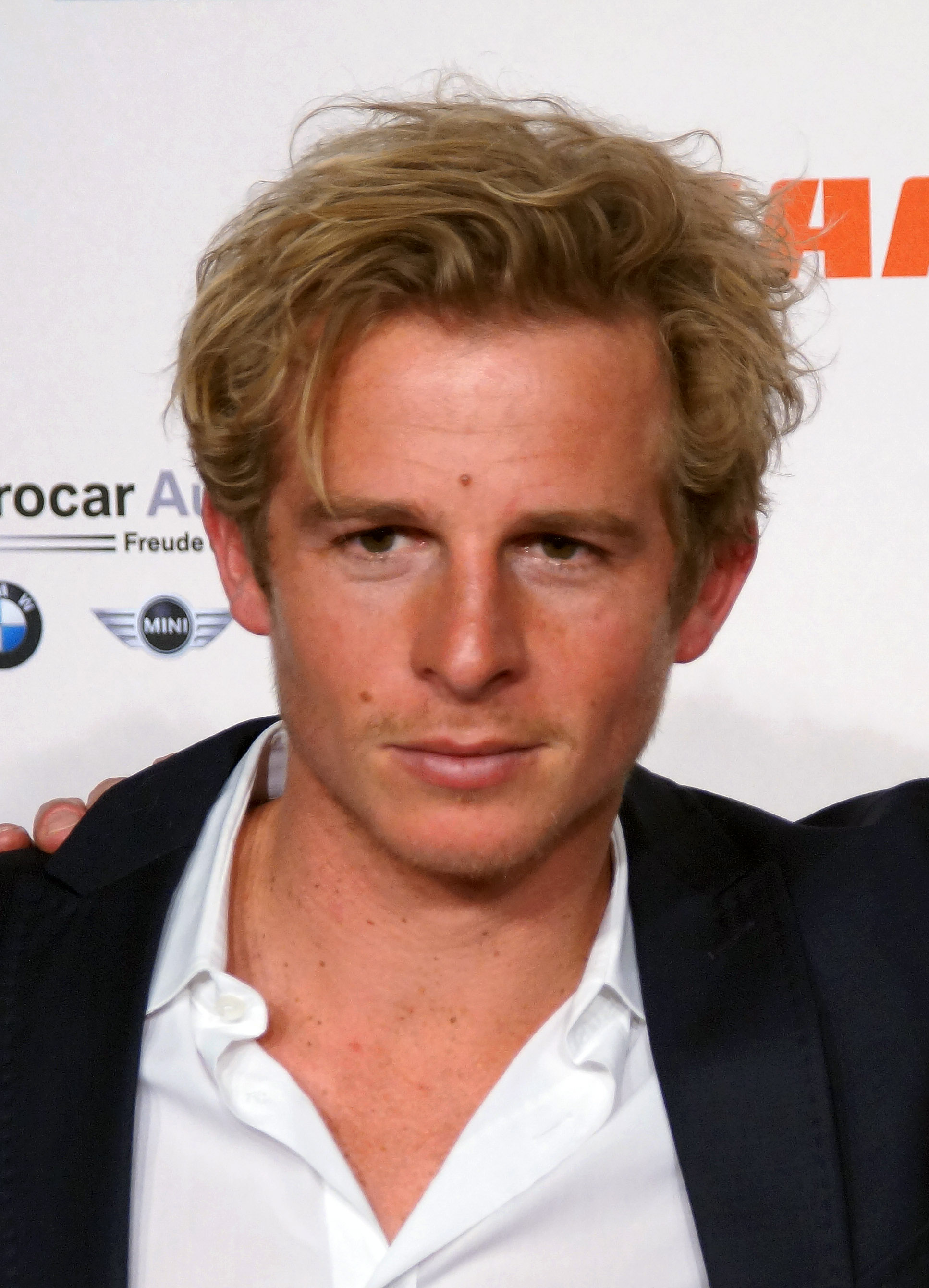
Daniel Roesner (* 1984)

- Roesner, Heike (* 1959), deutsche bildende Künstlerin, Musikerin, Malerin
- Roesner, Karl G. (* 1935), deutscher Physiker
- Roesner, Linda Correll (* 1940), US-amerikanische Musikwissenschaftlerin
- Roesner, Martina (* 1973), deutsche Philosophin
- Roessel, Anatol von (1877–1967), staatenloser Pianist, Musikkritiker und Klavierpädagoge österreichisch-russischer Herkunft
- Roessel, Franciscus van (1918–2000), niederländischer römisch-katholischer Ordensgeistlicher, Erzbischof von Ujung Pandang
- Roessel, Jan van (1925–2011), niederländischer Fußballspieler
- Roessel, Louis (1828–1883), Komponist
- Roësset Mosquera, María (1882–1921), spanische Malerin
- Roesset Velasco, Marisa (1904–1976), spanische Malerin
- Roessler, Adalbert von (1853–1922), deutscher Maler und Illustrator
- Roessler, Arthur (1877–1955), österreichischer Kunstkritiker und Autor
- Roessler, Dietrich (1926–2001), österreichischer Rechtsanwalt und Verfassungsrichter
- Roessler, Friedrich Ernst (1813–1883), deutscher Unternehmer
- Roessler, Fritz (1870–1937), deutscher Industrieller
- Roeßler, Gustav (1869–1928), deutscher Elektroingenieur und Hochschullehrer
- Roessler, Gustav von (1850–1919), deutscher Komponist und Musikdirektor
- Roessler, Hector (1842–1915), deutscher Chemiker und Unternehmer
- Roessler, Heinrich (1845–1924), deutscher Chemiker und Unternehmer
- Roessler, Henri (1910–1978), französischer Fußballspieler und -trainer
- Roessler, Karl Ernst (1919–2012), deutscher Journalist
- Roessler, Kira (* 1962), US-amerikanische Bassistin und ToningenieurinKira Roessler (* 1962)

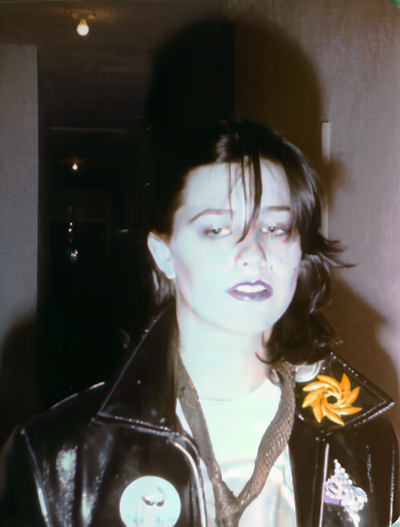
Kira Roessler (* 1962)

- Roessler, Lina, kanadische Schauspielerin und Filmregisseurin
- Roeßler, Lothar (1907–1990), deutscher Gymnasiallehrer (Oberstudienrat), Biologe, Geologe und Organist
- Roeßler, Max (1862–1940), sächsischer Generalmajor
- Roessler, Roman (1931–2021), deutscher evangelischer Theologe
- Roessler, Rouven (* 1980), deutscher Basketballspieler
- Roest, Bert (* 1965), niederländischer Historiker
- Roest, Niklas (* 1986), norwegischer Eishockeyspieler
- Roest, Patrick (* 1995), niederländischer Eisschnellläufer
- Roest, Stacy (* 1974), kanadischer Eishockeyspieler
- Roestam, Soepardjo (1926–1993), indonesischer Offizier, Politiker und Diplomat
- Roestbakken, Karly (* 2001), australische Fußballspielerin
- Roestel, Gabi, deutsche Radrennfahrerin
- Roestel, Günther (1908–1986), deutscher Jurist
- Roestell, Friedrich Wilhelm (1799–1886), deutscher Rechtswissenschaftler

### Roet
- Roet, David (* 1963), israelischer Diplomat
- Roet, Philippa, Hofdame der englischen Königsgemahlin Philippa von Hennegau
- Roeters van Lennep, Catharina Julia (1813–1883), niederländische Malerin und Zeichnerin
- Roethe, Gustav (1859–1926), deutscher Germanist
- Roethe, Richard (1865–1944), deutscher Inspekteur der Fliegertruppen
- Roethel, Christoph (* 1941), deutscher Theaterregisseur und Dramatherapeut
- Roethig, Paul (1874–1940), deutscher Neurologe, Neuroanatom und Charlottenburger Kommunalpolitiker
- Roethke, Theodore (1908–1963), US-amerikanischer Lyriker
- Roethlisberger, Ben (* 1982), US-amerikanischer American-Football-Spieler auf der Position des QuarterbacksBen Roethlisberger (* 1982)

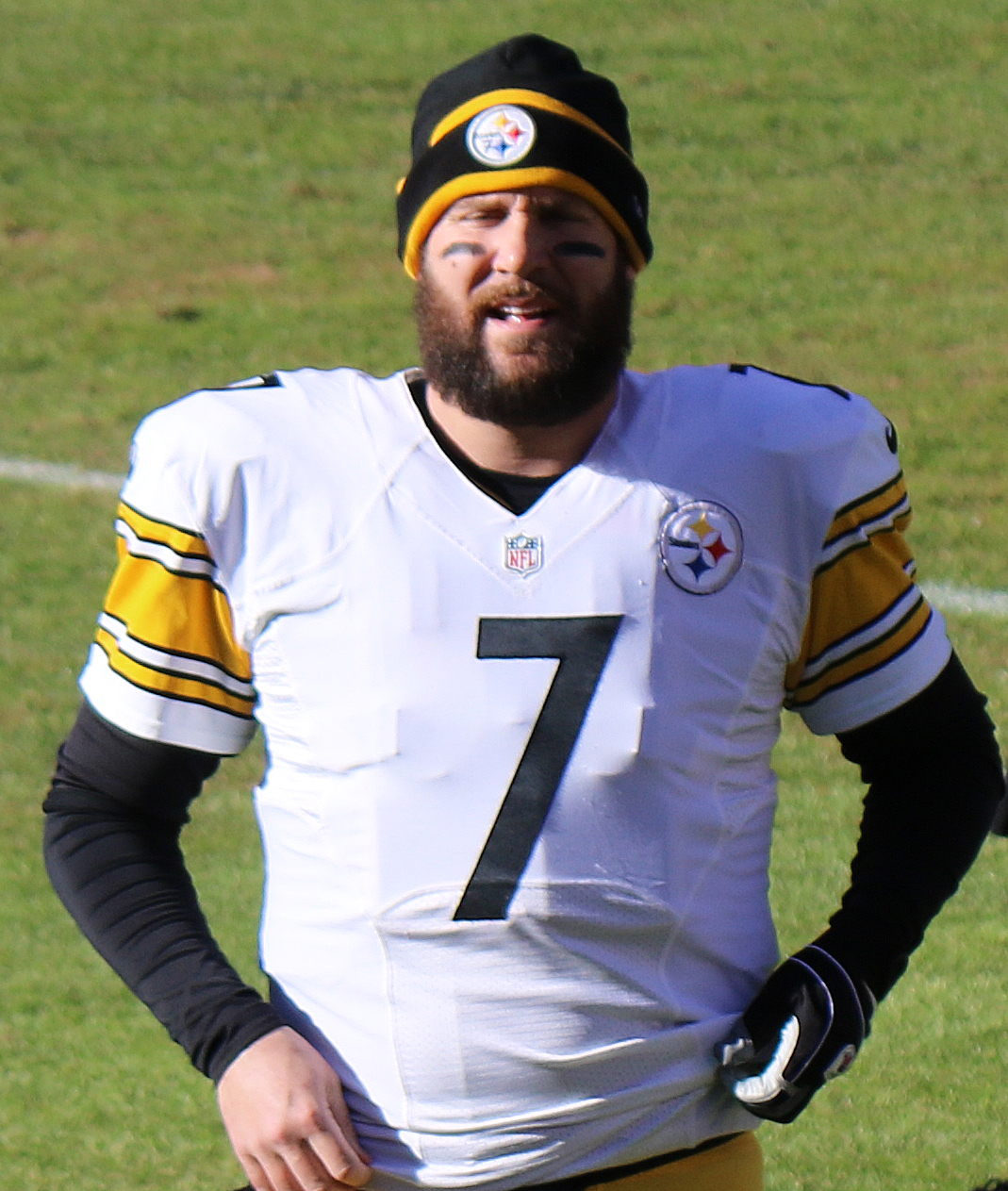
Ben Roethlisberger (* 1982)

- Roethlisberger, Fritz (1898–1974), US-amerikanischer Wirtschaftswissenschaftler
- Roethlisberger, Linda Vera (* 1956), Schweizer Pädagogin, Beraterin und Autorin
- Roetig, Friedrich Emil (1814–1863), deutscher Uhrmacher
- Roetig, Friedrich Wilhelm (1782–1861), deutscher Uhrmacher
- Roetig, Johann Albert (1718–1787), deutscher Uhrmacher
- Roetig, Johann Anton (1750–1800), deutscher Uhrmacher
- Roeting, Ernst (1857–1917), deutscher Architekt
- Roeting, Julius (1822–1896), deutscher Maler und Hochschullehrer
- Roetsch, Frank-Peter (* 1964), deutscher Biathlet
- Roetschi, Alban (1922–2015), Schweizer Komponist und Musikpädagoge
- Roetschi, Robert (1889–1964), Schweizer Schriftsteller
- Roetschke, Friedrich Herrmann (1805–1893), deutscher Gartenarchitekt
- Roett, Richard (1943–2002), barbadischer Radsportler
- Roetter, Paulus (1806–1894), deutschamerikanischer Landschafts- und Pflanzenzeichner
- Roettgen, Carl (1837–1909), deutscher Kunstsammler
- Roettgen, Heinrich (1863–1932), deutscher Architekt und Regierungsbaumeister
- Roettgen, Steffi (* 1941), deutsche Kunsthistorikerin und Hochschullehrerin
- Roettig, Otto (1887–1966), deutscher General der Infanterie im Zweiten Weltkrieg
- Roettig, Petra (* 1957), deutsche Kunsthistorikerin und Ausstellungskuratorin
- Roetz, Heiner (* 1950), deutscher Sinologe und Hochschullehrer
- Roetzel, Bernhard (* 1966), deutscher JournalistBernhard Roetzel (* 1966)

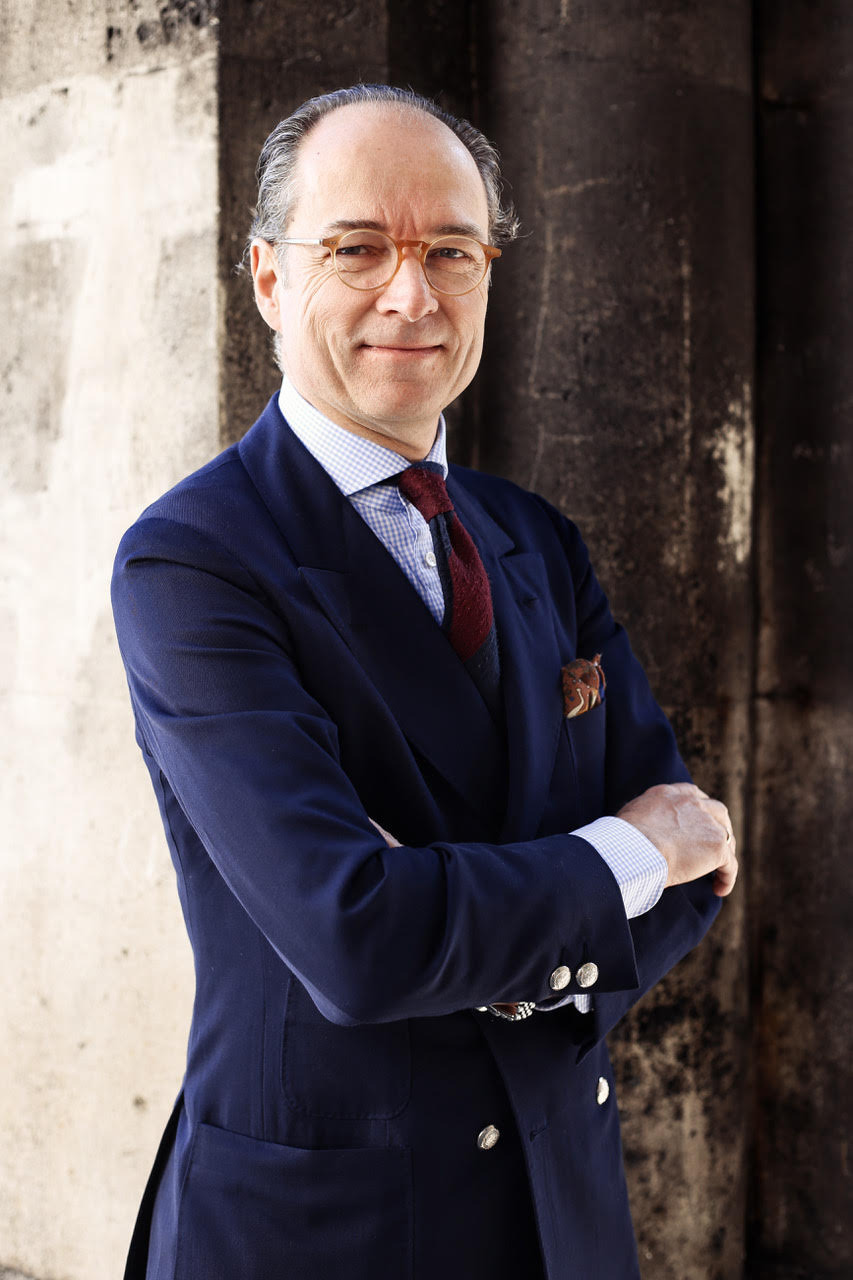
Bernhard Roetzel (* 1966)

- Roetzel, Christian (1776–1867), deutscher Orgelbauer
- Roetzel, Marianne (* 1941), deutsche Bildhauerin

### Roev
- Roever, Gerhard (1922–2000), deutscher LDPD-Funktionär, Vorsitzender des BV Schwerin der LDPD
- Roever, Jan-Hendrik (* 1962), deutscher und englischer Rechtswissenschaftler
- Roever, Lisanne de (* 1979), niederländische Hockeyspielerin
- Roever, Niklas (* 1998), deutscher Jazzmusiker (Piano, Komposition)
- Roever, Otto (1884–1949), Mitglied des Provinziallandtages der Provinz Hessen-Nassau
- Roever, Ulrich (1934–1997), deutscher Musikproduzent und Komponist
- Roever, Willem Paul de (1917–2000), niederländischer Geologe, Petrologe und Mineraloge
- Roëves, Maurice (1937–2020), britischer Schauspieler

### Roew
- Roewer, Carl Friedrich (1881–1963), deutscher Pädagoge, Zoologe und Museumsdirektor
- Roewer, Gerhard (1939–2019), deutscher Chemiker und Hochschullehrer
- Roewer, Helmut (* 1950), deutscher Jurist und Publizist, Thüringer Verfassungsschutzpräsident (1994–2000)

### Roey
- Roey Marquis II. (* 1971), deutsch-italienischer Hip-Hop-Produzent

### Roez
- Roezl, Benedict (1823–1884), österreichischer Botaniker